# AshuPine
AshuPine（アシュパイン、1994年、長野県長野市生まれ - ）は、日本のアーティスト、デザイナー、起業家。東京都を拠点に絵画、彫刻、空間デザイン、建築、インテリア、ファッションなど多分野で活動している。アシュパイン株式会社の代表取締役を務める。
「空間を大切にする人々」へ向けたアートを創造することをコンセプトとし、自然が見せる光と影の美しさを異素材を用いて立体的に表現する手法で知られる。作品は単なる装飾ではなく、空間との対話を促す芸術として、ホテル、オフィス、レストラン、邸宅など様々な場所に新たな価値を付加している。

## 経歴
2018年頃から展示やコンペティションへの参加を開始し、2019年にアーティスト活動を本格化して自身の会社をアシュパイン株式会社と改めた。国内外のギャラリーと業務提携をしながら作品の制作・販売を開始した。
2022年には、ドバイを中心に国際的にインテリア事業を展開する企業とコラボレーションし、世界各地でハイエンドなモデルルームのアートを担当するようになった。
2024年、オートクチュールドレスのデザインコンペで優勝し、2025年3月に開催されたパリ・ファッションウィーク2025AWにおいて、オートクチュールブランド「AshuPine」としてランウェイデビューを果たした。

## 作品とスタイル
AshuPineの作品は「訳もなく惹かれる」をテーマに掲げ、過去の体験から「闇」を描く作品を発表し続けている。
オフィス、ホテル、レストラン、住宅などの「空間」に置かれ、建築やインテリアと響き合うことを重要視している。彫刻のような立体感をもつ絵画は単に壁を飾るのみならず、家具やオブジェ、空間そのものと豊かな関係性を結ぶことを特徴としている。
多様な技術を独学で習得し、空間デザインも担うようになっており、繊細かつ明瞭なデザイン画が高く評価されている。

## 主な展覧会

### 個展
- 2022年：「Ashu Pine 訳もなく惹かれる個展」（SAKURAMAG、東京） - 2022年：「MOMENT to LAST」（代官山ヒルサイドテラス、東京） - 2023年：「Ashu Pine 光影-kouei-個展」（Maison One、東京） - 2024年：「2024 Exhibition AshuPine」（Tokyo International Gallery）

### その他の活動
東京都港区南麻布に完全予約制のショールームを開設し、ECサイトに掲載された作品の内覧やオーダー、デザイン依頼を直接受けている。
多様化する現代に向けて、性別・国籍・体型・年齢を超えたウェディングドレスのデザインも手がけており、「花嫁のしなやかなボディラインをより美しく引き立てる」ことをコンセプトに、立体的、構築的なデザインで360度どこから見ても違う表情を見せる斬新なウェディングドレスを特徴としている。